# Пиголкин, Юрий Иванович
Юрий Иванович Пиголкин (род. 23 марта 1952 года, Владивосток, СССР) — советский и российский учёный, специалист в области судебной медицины, член-корреспондент РАМН (2002), член-корреспондент РАН (2014).

## Биография
Родился 23 марта 1952 года во Владивостоке.
В 1975 году — окончил лечебный факультет Владивостокского медицинского института, затем работал в Приморском бюро судебно-медицинской экспертизы.
С 1978 по 1995 годы — преподавал на кафедре судебной медицины Владивостокского медицинского института, где прошел путь от ассистента до профессора.
В 1991 году — защитил докторскую диссертацию, тема: «Функциональная морфология нервного аппарата кровеносных сосудов спинного мозга в норме и при механической травме».
В 1993 году — присвоено учёное звание профессора.
С 1994 по 1995 годы — начальник Бюро судебно-медицинской экспертизы Приморского края.
В 1995 по 2004 годы — работает в Российском центре судебно-медицинской экспертизы МЗ РФ: заведующий танатологическим отделом, заместитель директора по научной работе (1996), директор (2003—2004).
С 2001 года по настоящее время — заведующий кафедрой судебной медицины Московской медицинской академии имени И. М. Сеченова.
В 2002 году — избран членом-корреспондентом РАМН.
В 2014 году — стал членом-корреспондентом РАН (в рамках присоединения РАМН и РАСХН к РАН).

## Научная деятельность
Специалист во многих областях судебной медицины.
Основные направления научной деятельности — разработка методов идентификации личности неопознанных погибших в условиях их массового поступления; установление возраста на основе данных количественного гистологического исследования внутренних органов и костной ткани; разработка судебно-медицинских критериев диагностики острых отравлений наркотиками и наркоманий.
Автор 21 монографии, 3 атласов, 13 учебников,10 учебных пособий, национального руководства «Судебная медицина и судебно-медицинская экспертиза», 3 методических рекомендаций Минздрава, 4 новых медицинских технологий, 225 научных статей, автор 10 официально зарегистрированных изобретений и патентов в том числе за создание нового метода диагностики идентификации личности.
Член экспертного совета Высшей аттестационной комиссии России, членом редакционных коллегий журналов «Судебно-медицинская экспертиза» и «Вестник судебной медицины».

## Награды
- Заслуженный врач Российской Федерации (2003)[4]